# Imenella
Iman Kalzon Mohamed Abdirizak, känd som Imenella, född 8 juni 1988 i Somalia, är en svensk rappare, dansare och koreograf.

## Bakgrund
Imenella kom till Sverige och Gävle med sin mor och fyra syskon vid sex års ålder. Senare bosatte sig familjen i Tensta. Hennes mor Xabiba Wanaag är en känd somalisk sångare som turnerat världen över. Vidare är hon kusin med rapparna Cherrie, K27 och Yasin Byn.

## Karriär
Imenella inledde sin karriär som dansare inom dancehall. Hon är koreograf, danslärare samt grundare och en del av den feministiska dansgruppen Unruly. Bland annat har hon turnerat med och gjort koreografi till Linda Piras uppträdanden. Imenella har även dansat i Melodifestivalen samt i TV-programmet Talang. Hon har koreograferat dansföreställningen Här på Kulturhuset Stadsteaterns scen i Vällingby.
Uppmuntrad av rapparen Stor började Imenella år 2017 även att satsa på musiken. Hon fick uppmärksamhet som rappare år 2018 med singlarna "Moves", "Chagga" och "Fråga om mig" som släpptes på Stors etikett Frihet på skivbolaget Sony Music. År 2019 nominerades Imenella till "Framtidens artist" på P3 Guld-galan och utsågs till "Årets nykomling" vid Grammisgalan 2019. Samma år släppte hon singeln ”Trophy” tillsammans med Madi Banja och i juni 2019 kom hennes debut-EP TRO. Sommaren 2019 uppträdde hon i Allsång på Skansen.
2023 medverkade hon i SVT-serien När hiphop tog över. Våren 2025 släpptes boken "Jag ska vara drottning här" om Imenellas liv på Norstedts förlag.